# 막다른 골목
막다른 골목(Cul-de-Sac)은 영국에서 제작된 로만 폴란스키 감독의 1966년 코미디, 스릴러, 드라마 영화이다. 도널드 플레젠스 등이 주연으로 출연하였고 진 구토브스키 등이 제작에 참여하였다.
흑백 촬영은 길버트 테일러가 맡았다. 제16회 베를린 국제영화제에서 1966년 황금곰상을 받았다.

## 출연

### 주연
- 도널드 플레젠스
- 프랑소와 돌리악

### 조연
- 리오넬 스탠더
- 잭 맥고런
- 레인 쿼리어
- 르니 휴스턴

## 제작진
- 미술: 보이텍
- 배역: 모드 스펙터